# 伊日·鲁斯诺克
伊日·鲁斯诺克（捷克語：Jiří Rusnok；1960年10月16日—），捷克政治家和经济学家，2013年至2014年担任捷克总理。此前他曾任财政部长（2001年到2002年）、工业和贸易部长（2002年到2003年）。2013年6月25日，在彼得·内恰斯总理因腐败和间谍事件辞职后，他被米洛什·泽曼任命为新总理。鲁斯诺克任总理前是泽曼的经济顾问。他也是捷克共和国国家经济委员会（NERV）的成员。

## 生平
鲁斯诺克出生于俄斯特拉发-维特科维采（Ostrava-Vítkovice），就读于布拉格经济大学，1984年毕业，之后在国家计划委员会（Státní plánovací komise）和联邦战略规划部门（Federální ministerstvo pro strategické plánování）工作。天鹅绒革命之前，他是捷克斯洛伐克共产党的候补成员。
在1990年代，他在捷克-摩拉维亚工会联合会（1992 - 1998）任部门主任，1998年加入捷克社会民主党（ČSSD）。2001年6月被米洛什·泽曼总理任命为内阁财政部长，后又在弗拉迪米尔·什皮德拉的政府中任工业和贸易部长，2003年3月辞职后在私营部门工作。
2013年6月25日，泽曼总统否决原执政联盟提出的新总理候选人，授命前财政部长鲁斯诺克组阁，7月10日正式任命鲁斯诺克组建新政府，取代6月17日受腐败案牵连而辞职的内恰斯领导的3党联合政府。此一任命受到原执政联盟3党的反对，8月7日，捷克众议院在经过激烈辩论后对鲁斯诺克政府进行信任表决，结果93票支持，100票反对。鲁斯诺克则表示将会辞职。8月20日，众议院以压倒性多数的表决结果，决定解散议会、提前举行选举，鲁斯诺克政府成為看守內閣。
2014年1月，大选获胜的社会民主党领袖博胡斯拉夫·索博特卡取代鲁斯诺克出任捷克新总理。